# Valentīns Grigorjevs
Valentīns Grigorjevs (ros. Валентин Григорьев, Walentin Grigorjew; ur. 1946) – łotewski polityk rosyjskiego pochodzenia, w latach 2010–2011 poseł na Sejm. 

## Życiorys
W 1976 ukończył studia z dziedziny inżynierii budownictwa w Ryskim Instytucie Politechnicznym. W 2008 został absolwentem Łotewskiego Uniwersytetu Rolniczego w Jełgawie. 
Był zatrudniony w spółkach „Komunāla pārvalde”, „Būvuzņēmējs” i „LVZ” (jako dyrektor). Działał w Łotewskiej Socjaldemokratycznej Partii Robotniczej, z ramienia której objął w 2001 mandat radnego Jełgawy. W wyborach 2002 i 2006 bez powodzenia ubiegał się o miejsce w Sejmie z listy LSDSP. W 2005 nie uzyskał mandatu w radzie z listy LSDSP, zaś w 2009 powrócił do samorządu z rekomendacji Centrum Zgody. W wyborach w 2010 uzyskał jeden z dwóch mandatów poselskich, jakie przypadły Centrum w Semigalii. W wyborach w 2011 bez powodzenia ubiegał się o reelekcję.
Jest członkiem Partii Socjaldemokratycznej „Zgoda”.